# Marko Poletanović
 Marko Poletanović (Servisch: Марко Полетановић) (Novi Sad, 20 juli 1993), is een Servische voetballer die uitkomt voor AA Gent. Op 21 januari 2015 tekende Poletanović een contract tot 2018 bij de Gentenaars.

## FK Vojvodina
Poletanović is een jeugdproduct van de voetbalploeg uit zijn geboortestad, Novi Sad. Na een uitleenbeurt aan FK Cement Beočin, een club uit de lagere klassen van het Servisch voetbal, werd hij een volwaardig lid van de A-kern in het seizoen 2011-2012.
Hij maakte zijn debuut voor de club tegen FK Radnički, hij werd ingebracht in de 90ste minuut, waardoor hij slechts 1 minuut kon spelen. De wedstrijd eindigde op een 0-0 gelijkspel. Poletanović groeide daarna uit tot basispion bij de ploeg. Hij was zelf, als jonge snaak van 21, aanvoerder in zijn laatste 5 wedstrijden voor Vojvodina. In totaal wist hij 6 keer te scoren in 96 wedstrijden.

## AA Gent
Poletanović tekende op 21 januari een contract tot 2018 bij AA Gent. Bij Gent ziet hij oude bekende Uroš Vitas terug, net als hem is hij belofte international. Hij maakte zijn debuut voor Gent in de gewonnen wedstrijd tegen KV Oostende, hij verving in de 85ste minuut Brecht Dejaegere bij een 3-1 stand.
Na verscheidene invalbeurten startte Poletanović voor de eerste keer op 17 april tegen Standaard Luik op de derde speeldag van POI.
In het seizoen 2015-2016 werd Poletanovic bijna niet gebruikt door Hein Vanhaezebrouck. Na een moeilijk jaar en slechts wedstrijden te hebben gespeeld voor AA Gent vertrok hij op huurbasis naar Zulte-Waregem. Waregem kon ook nog een aankoopoptie afdwingen. 

## Statistieken
| Seizoen         | Club                 | Land            | Competitie         | Competitie | Competitie | Beker | Beker | Overige | Overige | Internationaal | Internationaal | Totaal | Totaal |
| Seizoen         | Club                 | Land            | Competitie         | Wed.       | Dlp.       | Wed.  | Dlp.  | Wed.    | Dlp.    | Wed.           | Dlp.           | Wed.   | Dlp.   |
| --------------- | -------------------- | --------------- | ------------------ | ---------- | ---------- | ----- | ----- | ------- | ------- | -------------- | -------------- | ------ | ------ |
| 2011/12         | FK Vojvodina         | Vlag van Servië | SuperLiga          | 12         | 0          | 1     | 0     | 0       | 0       | 0              | 0              | 13     | 0      |
| 2012/13         | FK Vojvodina         | Vlag van Servië | SuperLiga          | 19         | 0          | 3     | 0     | 0       | 0       | 3              | 0              | 25     | 0      |
| 2013/14         | FK Vojvodina         | Vlag van Servië | SuperLiga          | 25         | 4          | 6     | 0     | 0       | 0       | 8              | 0              | 39     | 4      |
| 2014/15         | FK Vojvodina         | Vlag van Servië | SuperLiga          | 15         | 1          | 2     | 0     | 0       | 0       | 2              | 0              | 19     | 2      |
| 2014/15         | AA Gent              | Vlag van België | Jupiler Pro League | 6          | 1          | 1     | 0     | 0       | 0       | 0              | 0              | 7      | 1      |
| 2015/16         | AA Gent              | Vlag van België | Jupiler Pro League | 3          | 0          | 0     | 0     | 0       | 0       | 0              | 0              | 3      | 0      |
| 2015/16         | → Zulte Waregem      | Vlag van België | Jupiler Pro League | 4          | 0          | 0     | 0     | 0       | 0       | 0              | 0              | 4      | 0      |
| 2016/17         | → Rode Ster Belgrado | Vlag van Servië | Superliga          | 0          | 0          | 0     | 0     | 0       | 0       | 0              | 0              | 0      | 0      |
| Carrière totaal | Carrière totaal      | Carrière totaal | Carrière totaal    | 81         | 6          | 13    | 0     | 0       | 0       | 13             | 0              | 107    | 7      |